# Catherine Read
Catherine Read, o Katherine (Dundee, 3 febbraio 1723 – Chennai, 15 dicembre 1778) è stata una pittrice scozzese.

## Biografia
Catherine Read nacque a Dundee nel 1723, quinta dei tredici figli di Alexander ed Elizabeth Read. Studiò con Maurice Quentin de La Tour a Edimburgo. Lo zio materno John Wedderburn si unì all'insurrezione giacobita del 1745, mettendo l'intera famiglia a rischio di ripercussioni politiche e legali. La giovane artista si rifugiò quindi in Francia con la famiglia e, a Parigi, conobbe il pittore Robert Strange.
Come altri giacobiti rifugiatisi in Francia, nel 1750 lasciò Parigi alla volta di Roma, dove si avvicinò ai circoli artistici locali e poté godere del supporto del cardinale Alessandro Albani. Tornò in Inghilterra nel 1753 e qui ottenne il successo nei circoli aristocratici, ricevendo numerose commissioni come ritrattista da parte di committenti di alto profilo, inclusa la regina Carlotta nel 1761. La sua popolarità è attestata dalle numerose incisioni delle sue opere che circolavano all'epoca, mentre il suo talento è ribadito dal fatto che diverse delle sue opere furono poi attribuite erroneamente ad artisti quali Thomas Gainsborough, Joshua Reynolds e Allan Ramsay. Nel 1769 fu nominata membro onorario della Society of Artists of Great Britain, che in seguito avrebbe lasciato per unirsi alla Royal Academy of Arts. 
Dopo aver perso popolarità a Londra, nel 1771 si imbarcò per l'India, dove sperava di proseguire la sua carriera come ritrattista di ufficiali britannici. Qui morì nel 1778, annegando nell'Oceano Indiano, nei pressi di Chennai.